# Afrothespis dudleyi
Afrothespis dudleyi är en bönsyrseart som beskrevs av Roger Roy 2006. Afrothespis dudleyi ingår i släktet Afrothespis och familjen Mantidae. Inga underarter finns listade i Catalogue of Life.